# Gordon Drummond
Gordon Drummond (Québec, 27 settembre 1772 – Londra, 10 ottobre 1854) è stato un militare e politico canadese.

## Biografia
Sir Gordon Drummond è stato anche il primo ufficiale al comando dell'esercito e del governo canadese. Come governatore militare della provincia dell'Alto Canada Drummond si distinse sul fronte del Niagara durante la guerra del 1812.
Successivamente diventò Governatore generale del Canada.